# Plencia
Plencia (oficialmente en euskera: Plentzia), originalmente llamado Plasencia de Butrón, es un municipio de la provincia vasca de  Vizcaya en España. Se encuentra a unos 25 kilómetros al norte de Bilbao, en la costa, en el noroeste de la provincia. La villa de Plencia se ubica en la margen derecha del río Butrón, en último meandro donde se origina la ría de Plencia de agua salada, justo antes de su desembocadura en la bahía de Plencia. Con una extensión de 6,30 km², Plencia tiene una población de 4387 personas según el censo del año 2017 y en verano se suele multiplicar por cuatro debido a la afluencia de los veraneantes, que se acercan para disfrutar de la playa de Plencia. En sus aguas se disputa la tradicional competición de regatas, llamada Bandera de Plencia.

## Historia

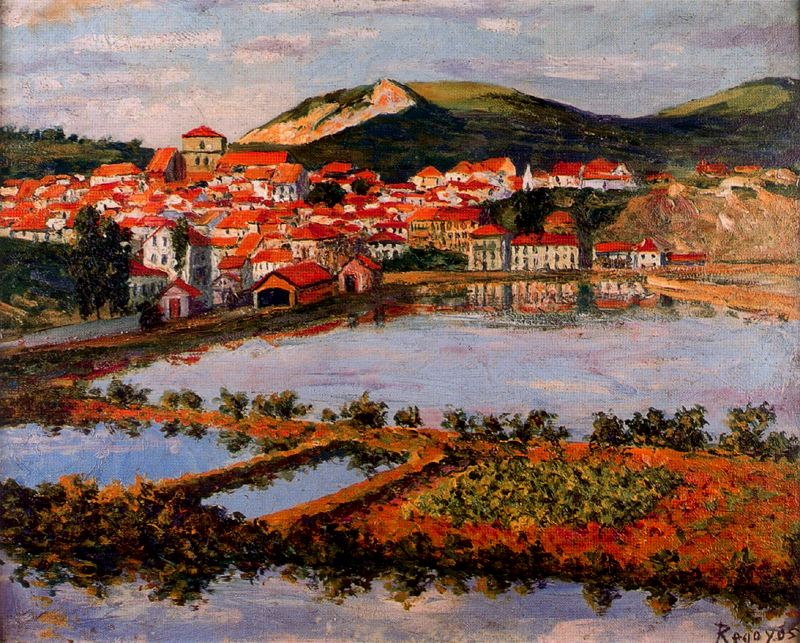
Plencia a comienzos del en una pintura de Darío de Regoyos

El puerto de Plencia obtuvo el rango de villa en 1236 por concesión de Lope Díaz II Señor de Vizcaya, siendo confirmada por su nieto Diego López V de Haro en 1299, se le concedieron los términos para cazar ballenas desde Portugalete hasta Baquio. 
El nombre original de la nueva villa fue Placencia de Butrón o Plasencia de Butrón, pero con el paso de los años el uso lo acortaría dando lugar al actual de Plencia. Los plencianos se regían por el fuero de Logroño. Posteriores señores de Vizcaya y reyes de Castilla confirmarían los fueros de la villa.
En la villa vivieron durante 200 años los Señores de Butrón y Mújica, concretamente entre el siglo XV y XVI, que abandonaron su castillo de Butrón en Gatika, que se comunica con la villa de Plentzia, a través de la ria de Plentzia. 
En 1779 se creó la Escuela de Náutica de Plencia, en la que se formaron infinidad de capitanes y pilotos de la marina mercantes, de la propia villa y de los pueblos colindantes Barrica, Lemoniz, Gorliz, Urdúliz y Sopelana. Desde finales del siglo XIX y principios del XX, Plencia adquirió un fuerte carácter turístico gracias a su playa y al tren que desde 1889 lo enlazaba con Bilbao mediante la estación de Plentzia, que enlaza con Metro Bilbao.

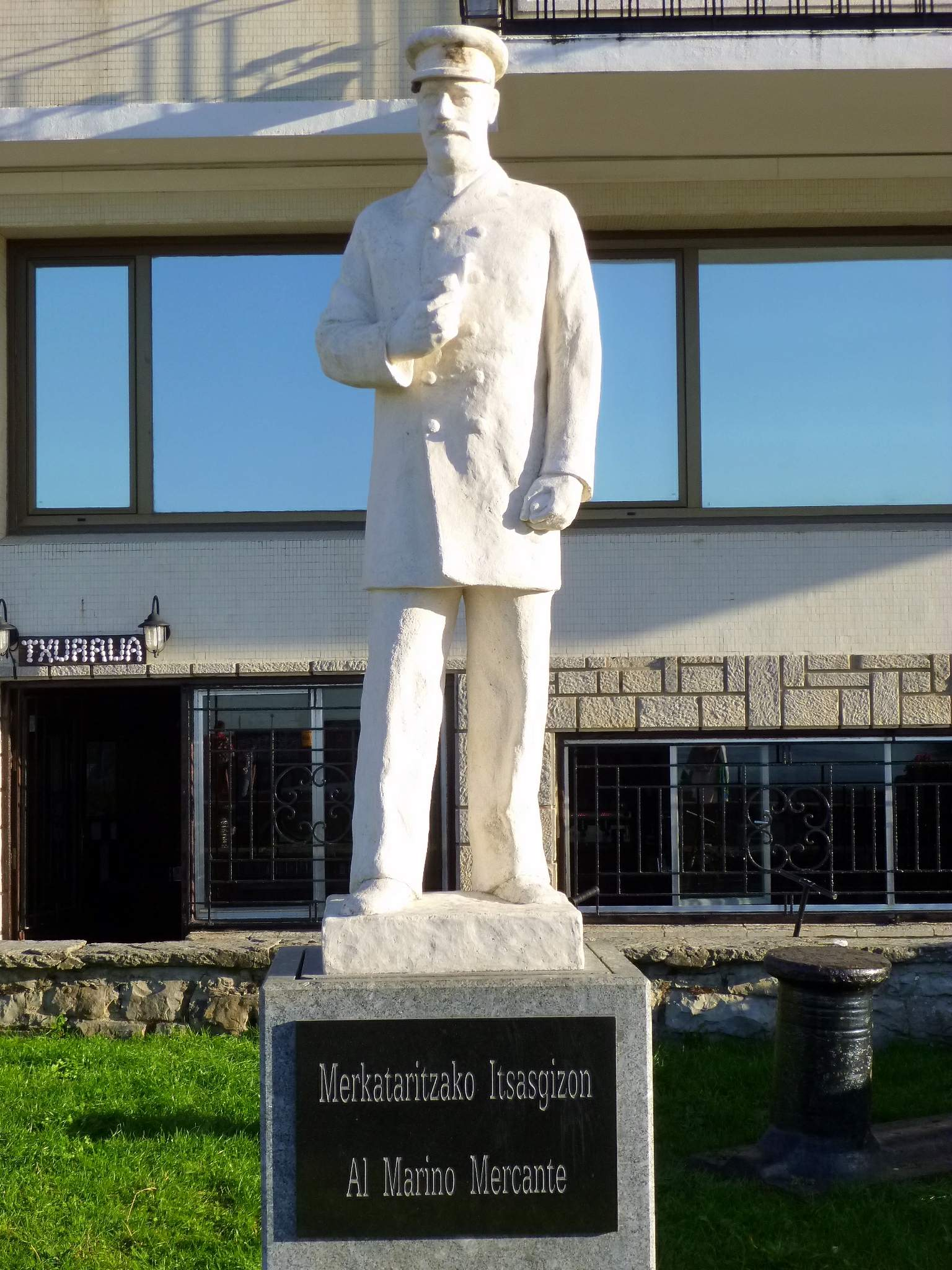
Monumento al marino mercante

Su economía se basó históricamente en la pesca (especialmente de ballena) y en el tráfico de cabotaje por la cornisa cantábrica. Hubo astilleros de barcos hasta el siglo XX. Pertenecen a Plencia diversas barriadas, Sarachaga, Chipíos, parte de Gandias, e Isuskitza o Abanico de Plencia, llamado de esta manera por la forma como lo rodea la ría de Plencia. La estación Marina de Plentzia PIE se encuentra instalada en el antiguo sanatorio de Plencia, donde estuvo el antiguo fortín de Arriku-arritxu. Es parte de la Universidad del País Vasco destinada a la investigación del mar formando parte del European Marine Biological Resource Centre (EMBRC).

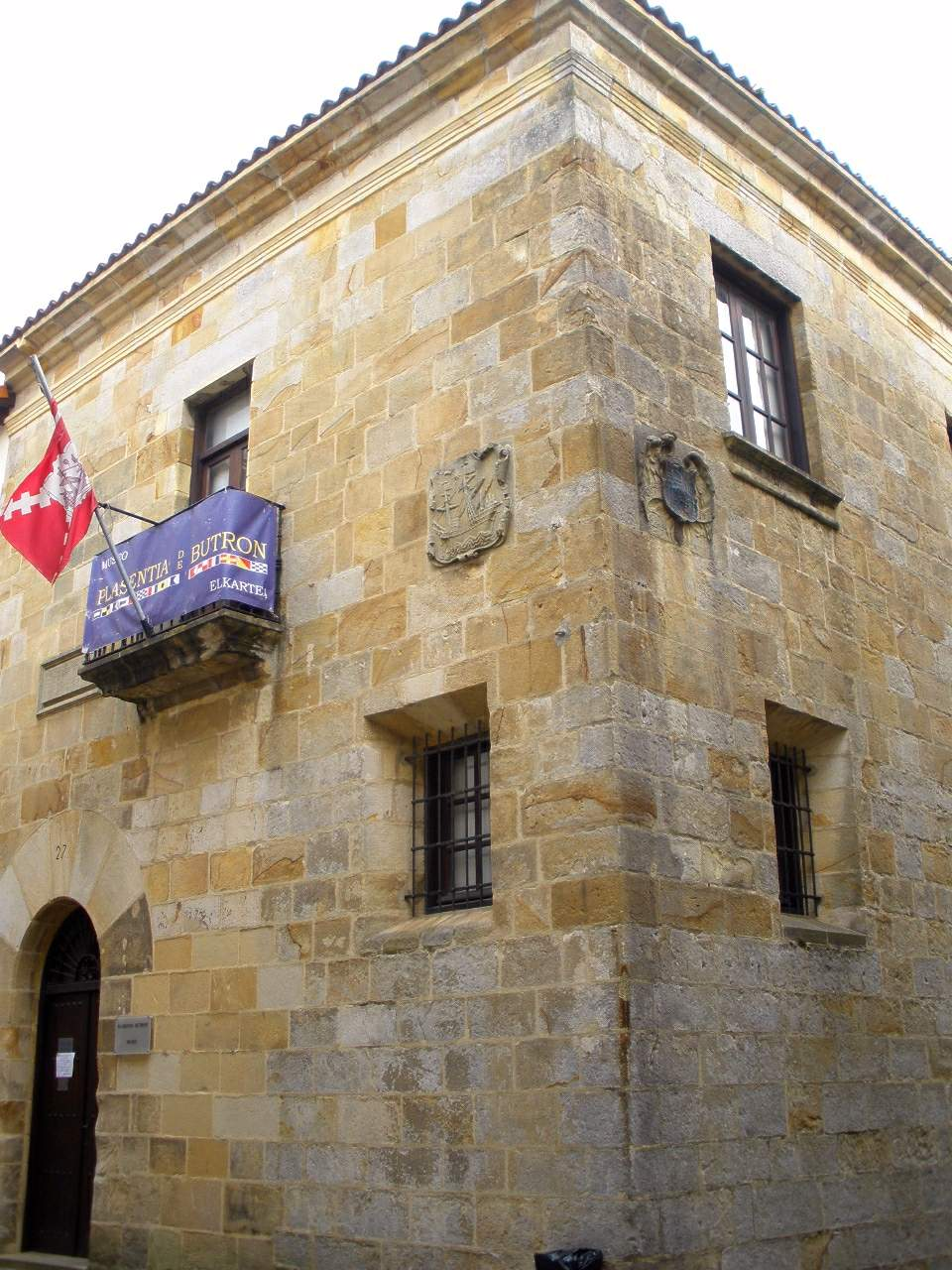
El Torreón, antiguo ayuntamiento

## Cultura

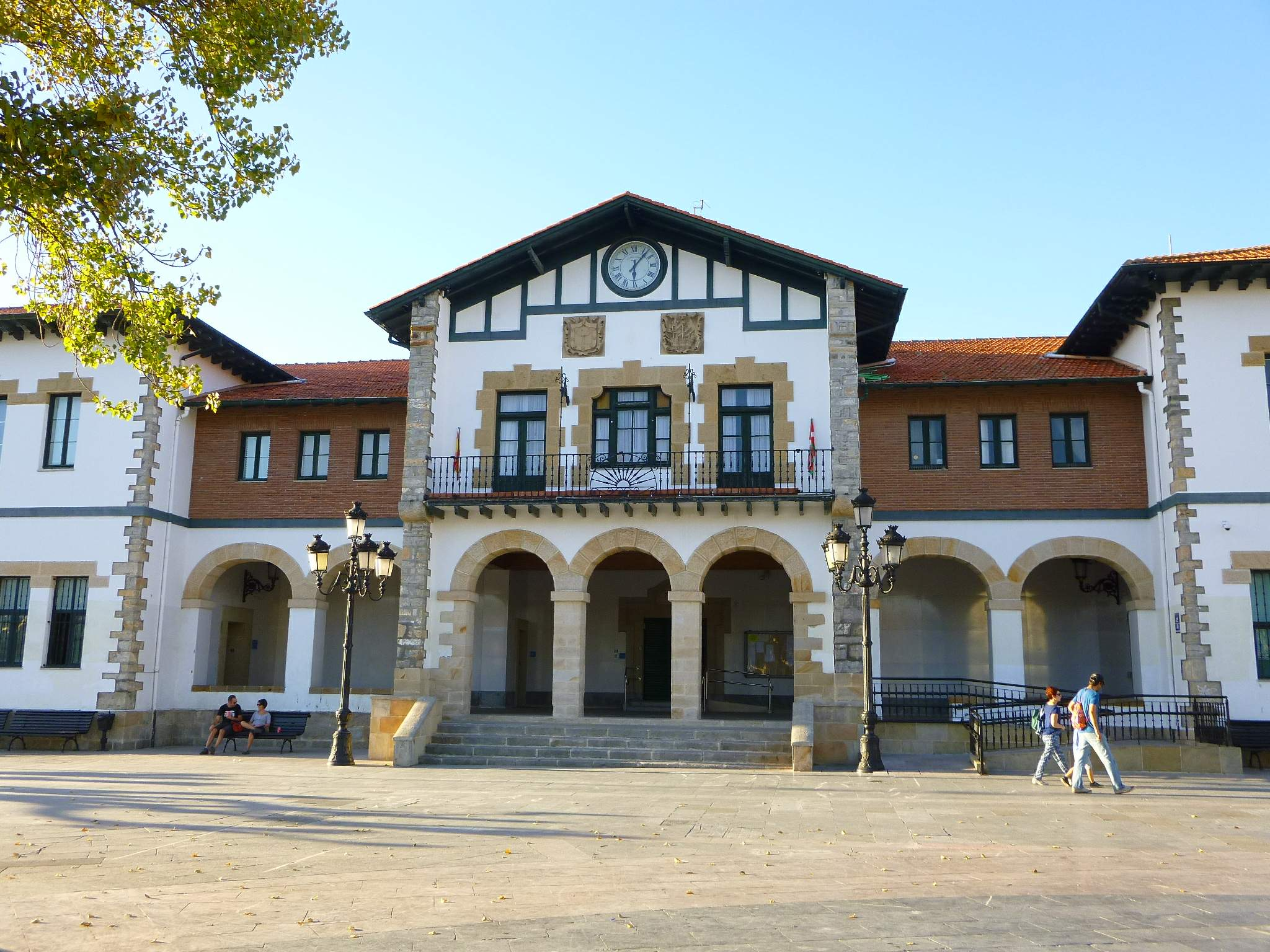
Ayuntamiento construido en 1922

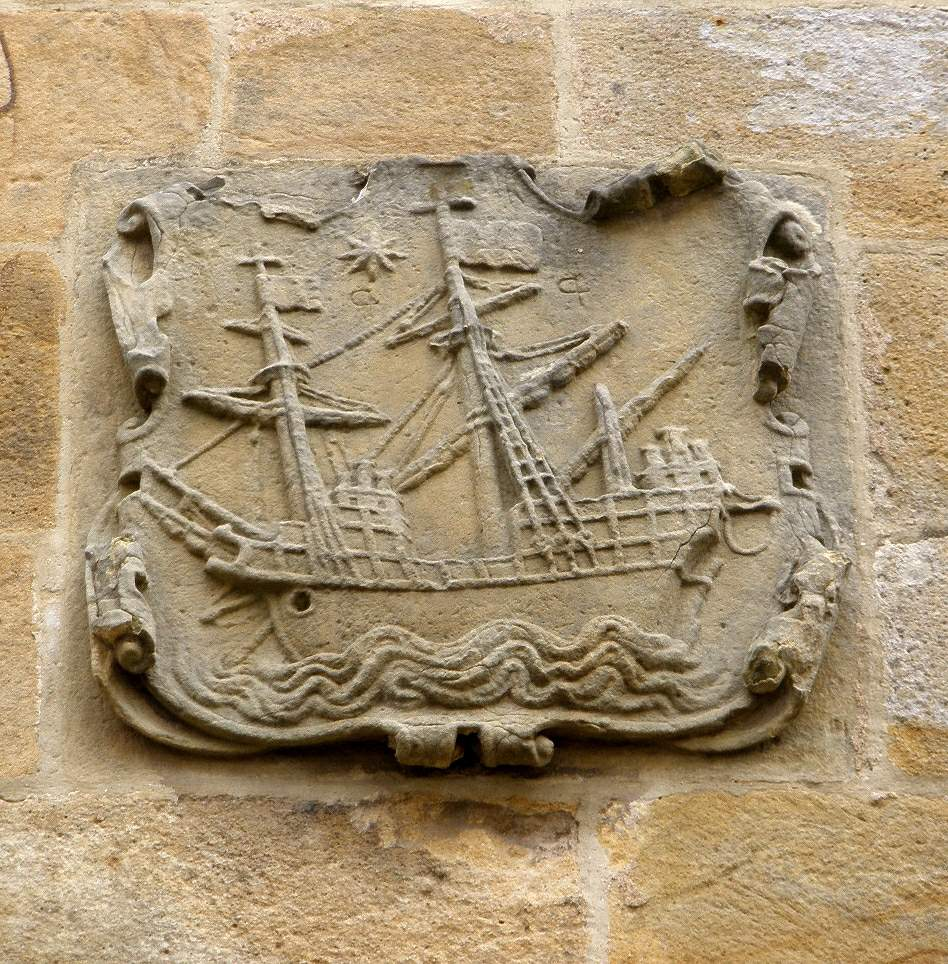
El Torreón, antiguo ayuntamiento

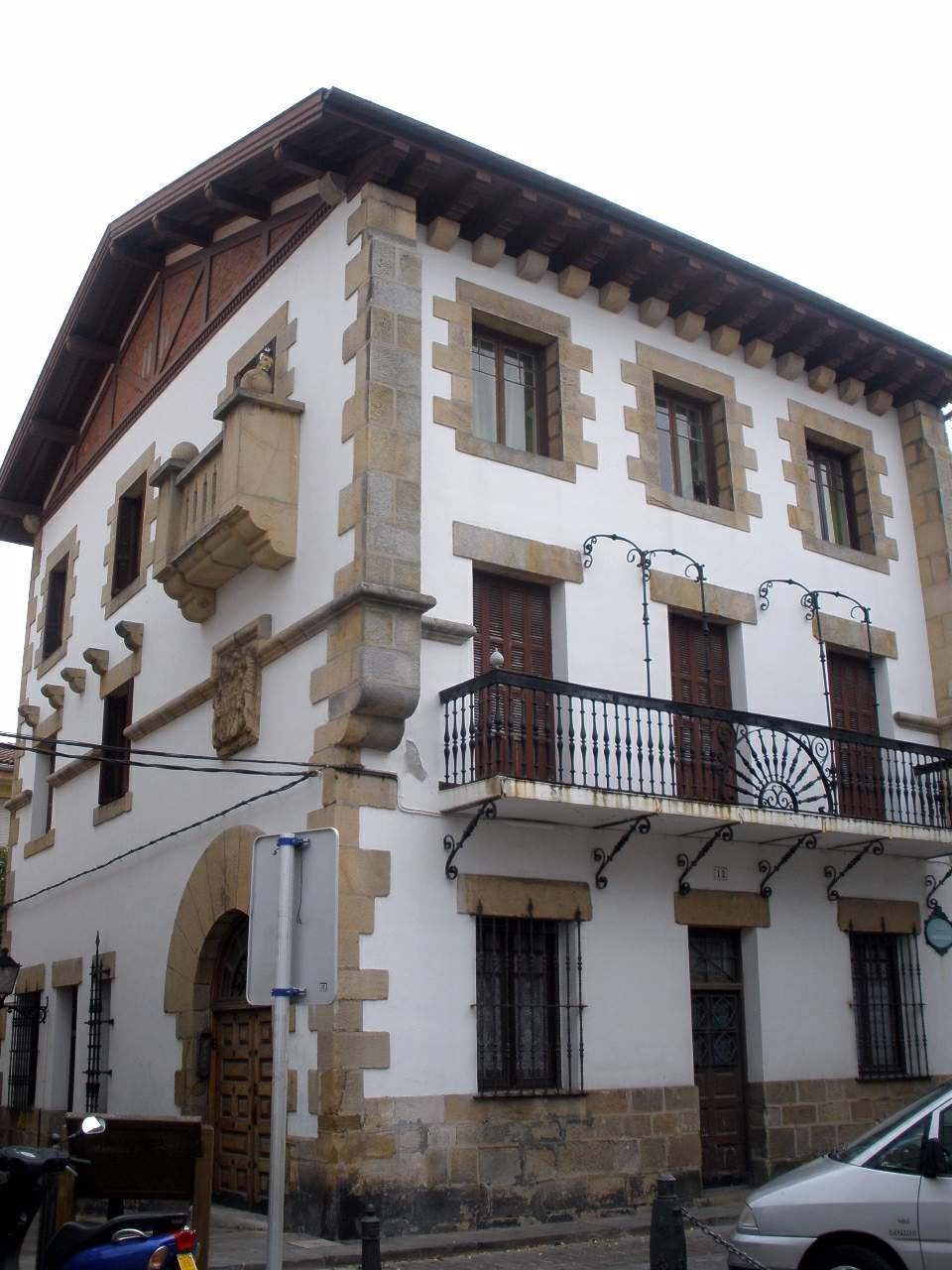
Torrebarri

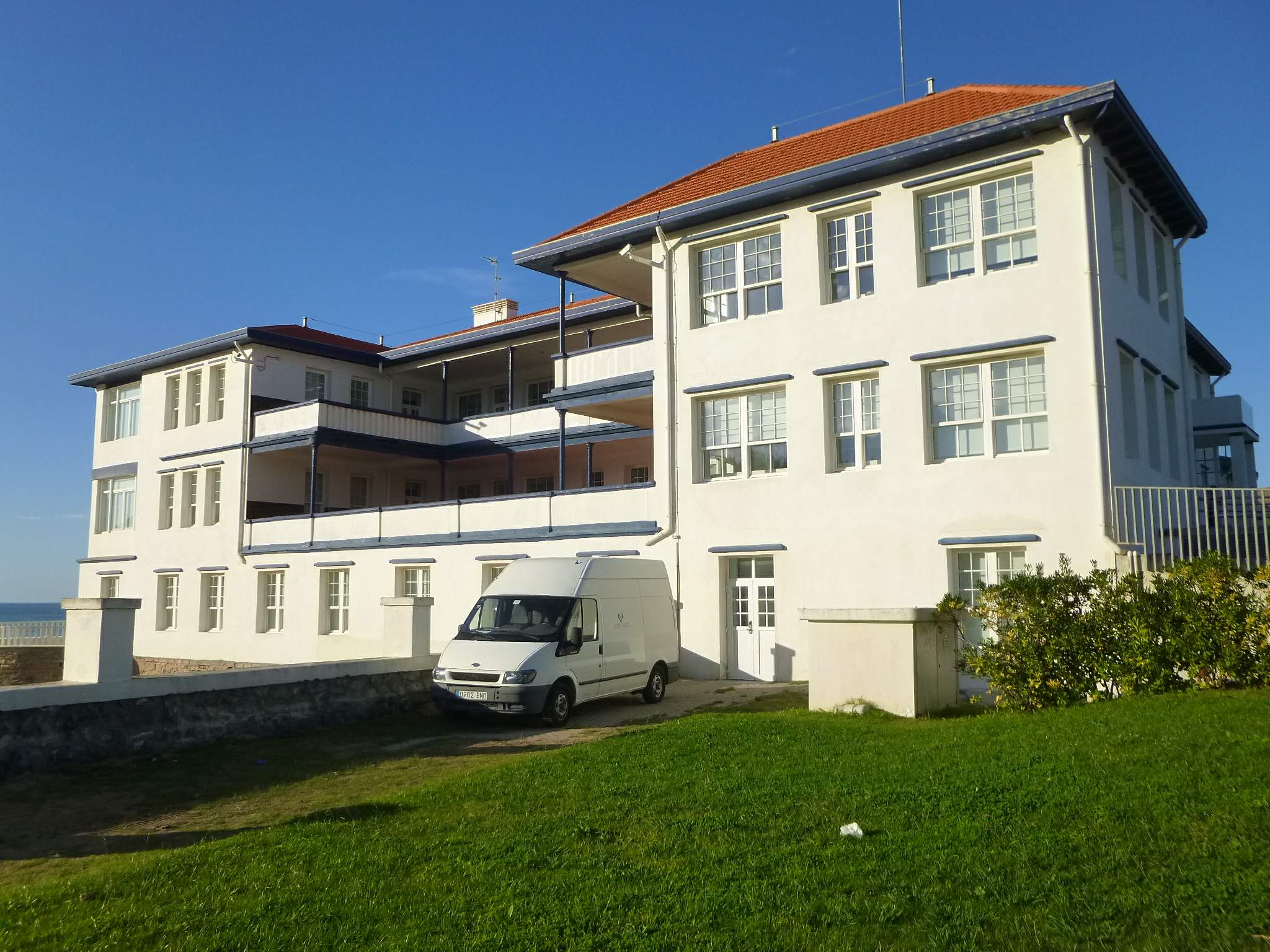
Estación Marina

### Patrimonio

#### Iglesia de Santa María Magdalena de Plencia
Es un edificio de gran robustez del siglo XIV, construido sobre el templo anterior, al que se añadió en 1522 la torre-campanario, torre que une a su función religiosa la defensiva, como vigía sobre la ría y el puerto. El cuerpo del templo se compone de tres naves, la central más ancha que las laterales. Tiene cabecera recta y coro de madera a los pies. La cubierta es de madera, cuyo artesanado materializa modelos del escultor bilbaíno Vicente Larrea. La cubrición se sustenta sobre sus pilares octogonales fasciculados con sus lados cóncavos, sobre base cilíndrica escalonada. Los capiteles son poligonales, de doble registro y presentan decoración de molduras, círculos y dientes de sierra.
Este edificio se apareja en piedra y en madera. La piedra, trabajada en sillería en buena parte de la fábrica, junto a las formas puras y desornamentadas del edificio le proporcionan un aspecto propio de arquitectura fortificada.

#### Puertas y murallas
La villa de Plencia tuvo una muralla que la circundaba en su totalidad, conservándose en la actualidad solamente la puerta de Santiago, en la plaza de la Iglesia. Existe documentación de otras tres puertas, una llamada Puerta de Santa Bárbara se encontraba en la intersección de Erribera con Udaletxen aldapa, donde estaba el puerto de la villa hasta el siglo XX, que se dispuso uno nuevo en los arenales. Otra llamada de la Concepción estaba junto a las escalerillas del Cristo, y otra estaba junto al Hospital y el Humilladero, en la intersección de las calles Goienkale, Artekale y Kristo eskilarak.

#### El Torreón
El torreón fue construido en 1562, con el dinero que legó a la villa su mayor benefactor, el plenciano Martín Pérez de Plasencia, canónigo y vicario de Alcalá de Henares. Construido en piedra de sillería luce en sus fachadas el escudo de la Villa que representa un velero de tres mástiles, y el de los Reyes Católicos. Fue usado como casa consistorial hasta 1924. En la actualidad es la sede del Museo Plasentia Butrón.

#### Casa-torre de Torrebarri
La casa torre de Torrebarri con el escudo de armas de los señores de Butrón, principal linaje de la comarca. Estos levantaron en la villa una casa torre de carácter militar, que fue renovada en 1603, fecha en que se colocó el escudo que hoy podemos contemplar. El edificio actual es fruto de una transformación de la Torre en 1922, para adaptarla como vivienda residencial, manteniendo algunos elementos estilísticos y decorativos. El hermoso escudo de armas del linaje Múgica-Butrón tiene grabada una inscripción en euskera, con la fecha de 1603 y una de las inscripciones epigráficas más antiguas que se conserva en esta lengua:

En euskera

Muxica Areriocaz Agica

Butroe celangoada Oroç

Daquie Garaia Nago

Eria Gordeago
En castellano

Muxika a dentelladas con los enemigos

Butrón como es, todos lo saben

vencedor estoy (o soy)

Pueblo estate en guardia.

### Fiestas
Las fiestas principales de la villa son el 22 de julio, día Santa María Magdalena, patrona de la parroquia, y el 2 de septiembre San Antolín. En San Antolín se celebra el histórico y centenario mercado agrícola. Antolintxu es el encargado de dar comienzo a las fiestas con el lanzamiento de un cohete (acto conocido como txupinazo).En la actualidad, a esta figura de Antolintxu (se trata de un ciudadano de la villa que es votado por el pueblo) se le ha unido otro personaje, en este caso femenino llamado Madalentxu, diminutivo cariñoso de Magdalena (Santa María Magdalena es patrona de la iglesia de la villa). Las fiestas suelen durar seis o siete días entre finales de agosto y principios de septiembre. Durante las mismas, se suelen realizar actividades como: playback, concurso de disfraces, pesca de muble, marmitako, tortilla, toro de fuego, fuegos artificiales.
Al final de las fiestas, se otorga una puntuación a los grupos sumando las actividades realizadas por cada uno. El grupo que consigue mayor número de puntos obtiene el último día de las fiestas la «Alpargata de Oro», máximo reconocimiento de la participación de las fiestas.

### En la literatura
En Plencia se desarrollan algunas escenas de la parte primera de Fortunata y Jacinta (1886-87), de Benito Pérez Galdós.
Transcurren escenas con personajes auténticos en el relato de viajes Del Miño al Bidasoa de Camilo José Cela.

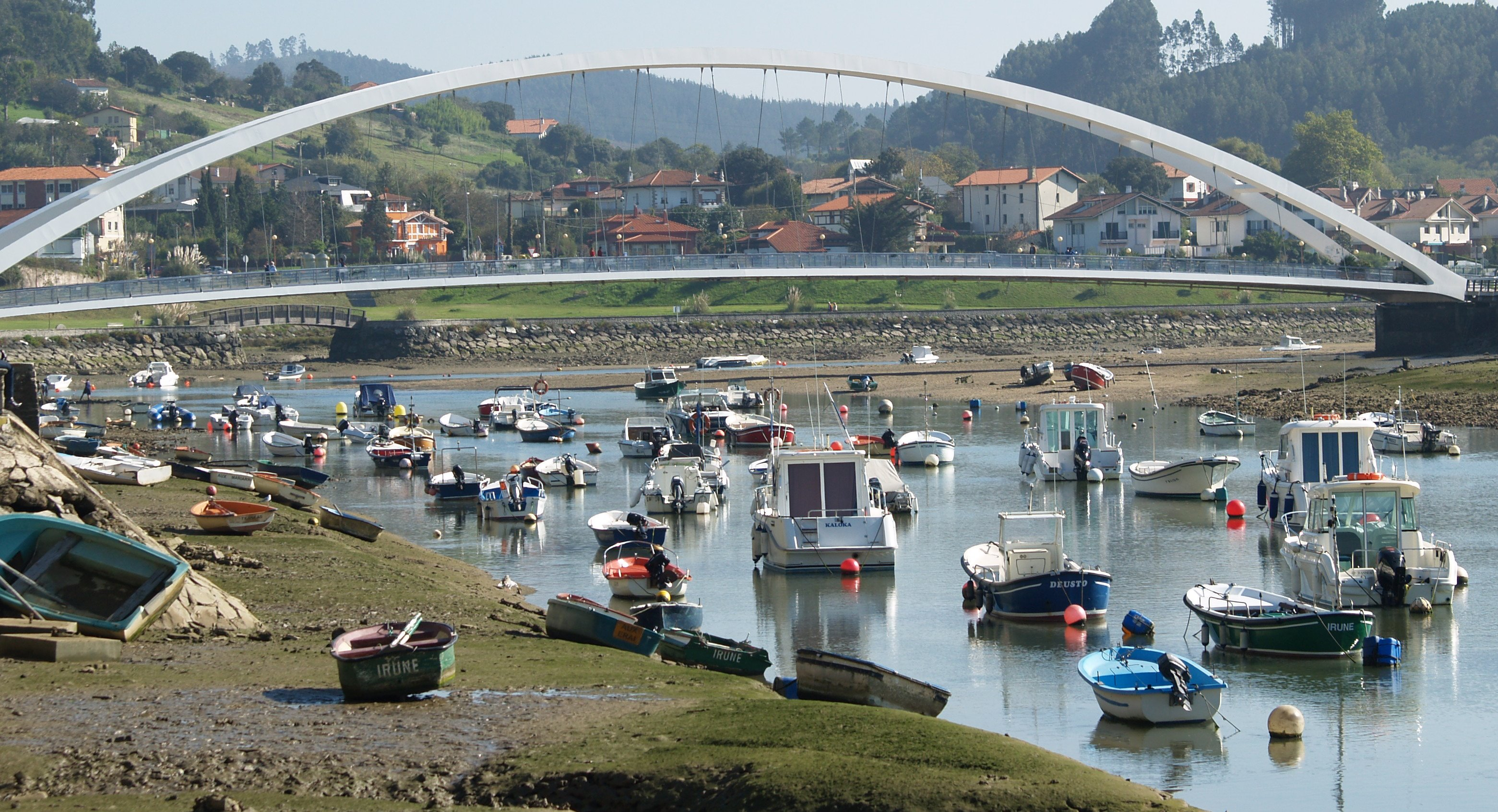
Ría y pasarela
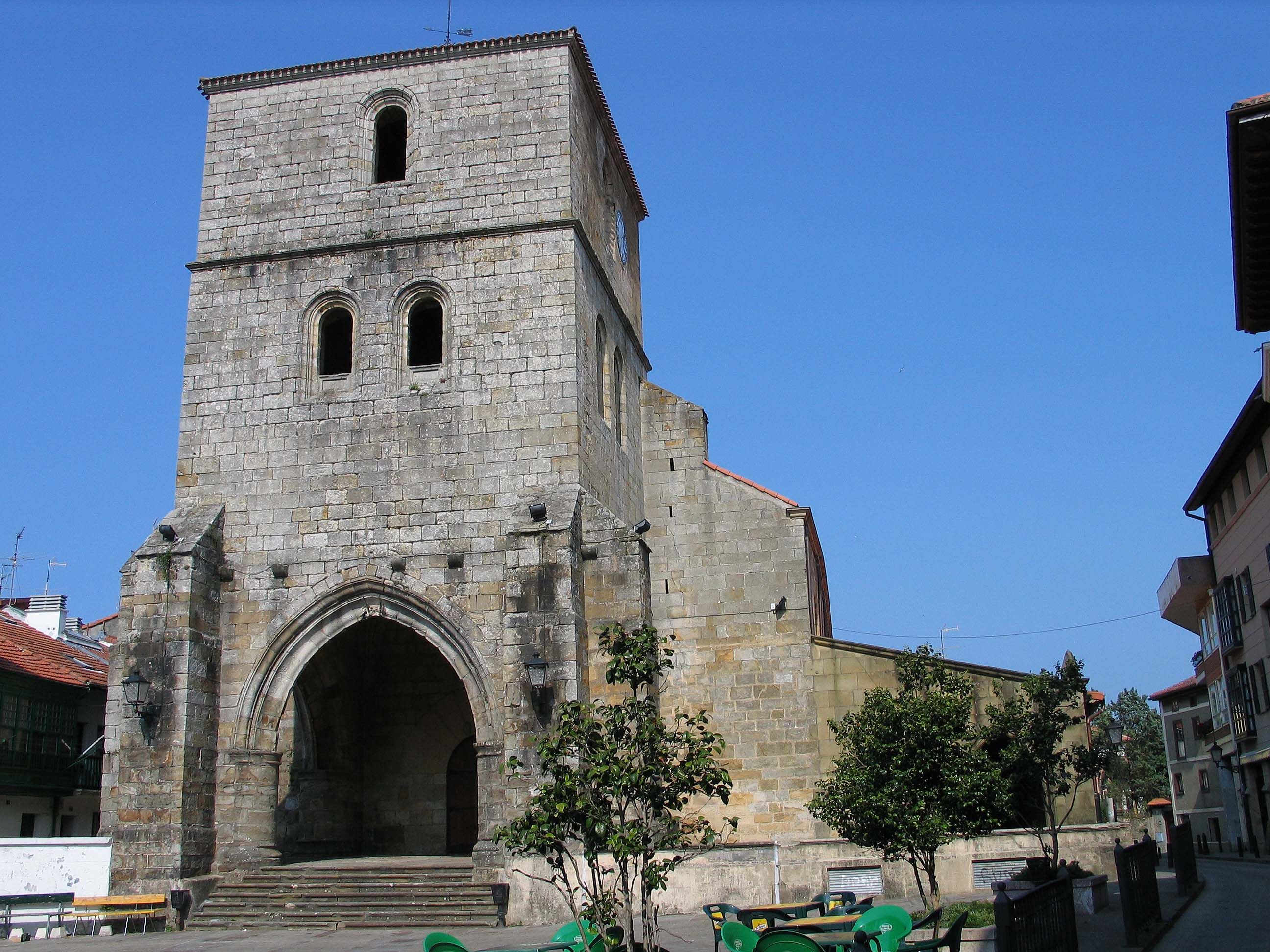
Iglesia de Santa María Magdalena
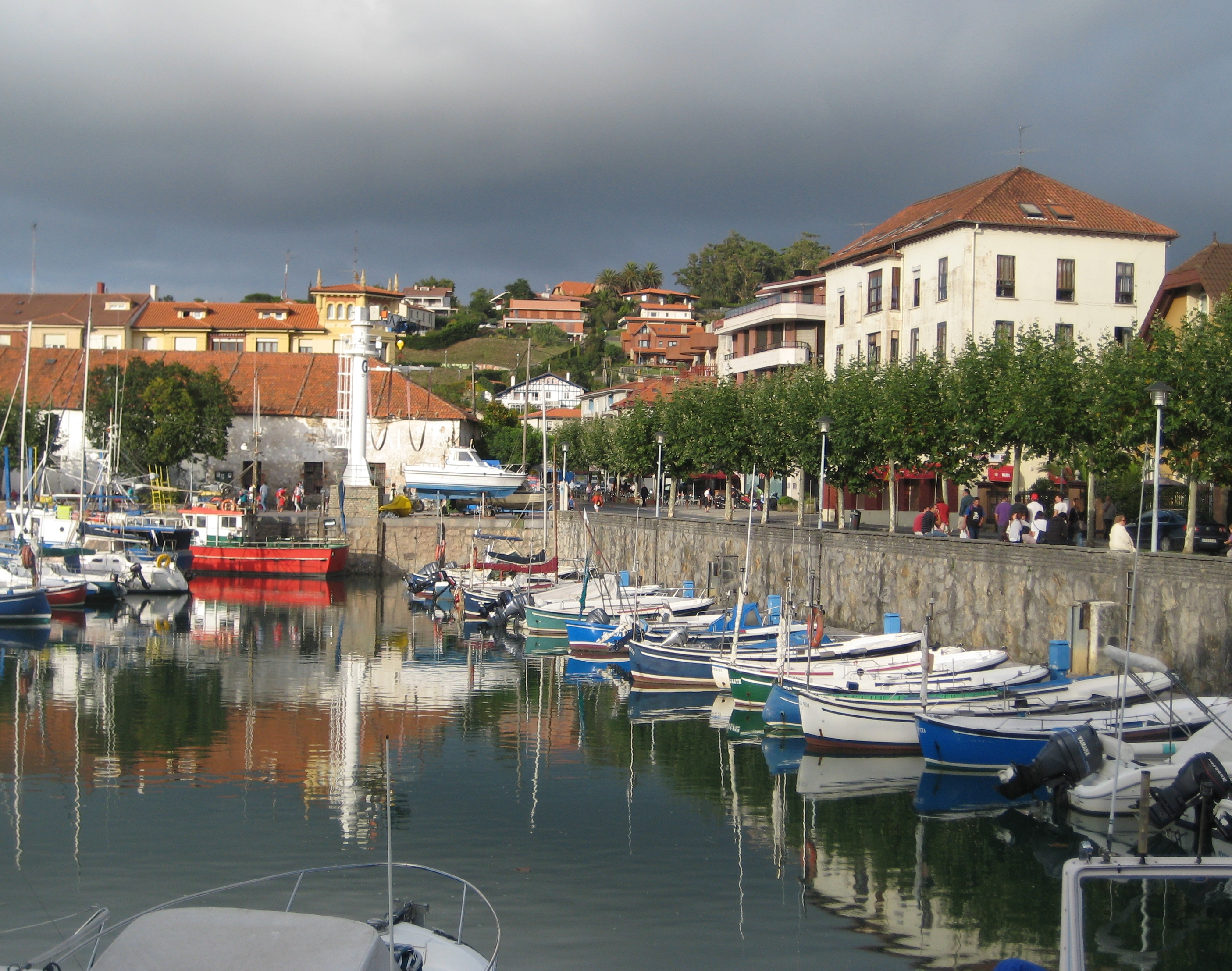
Puerto
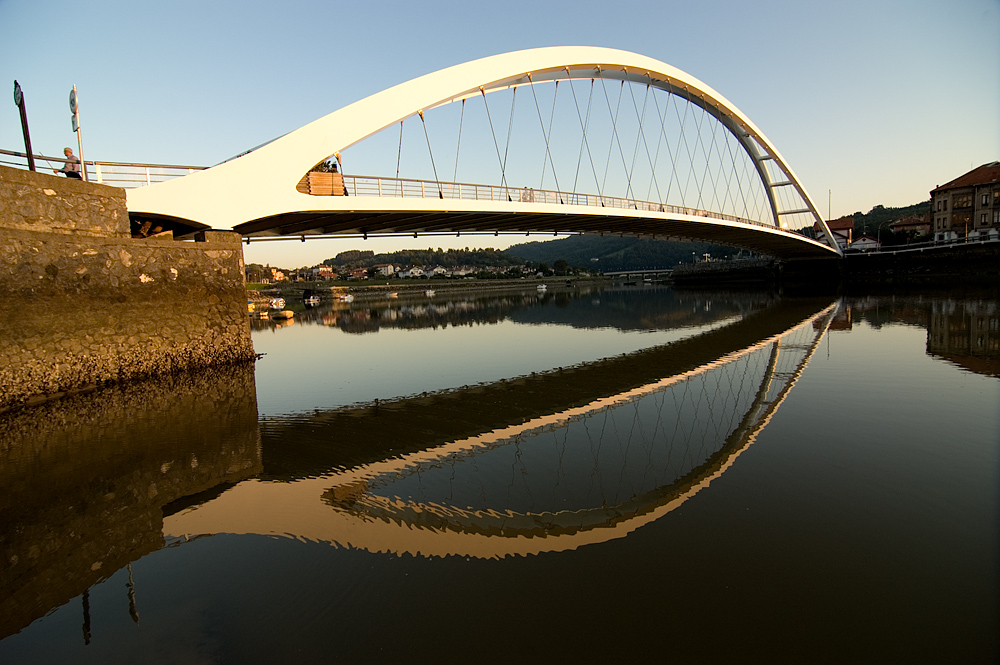
Puente peatonal sobre la ría
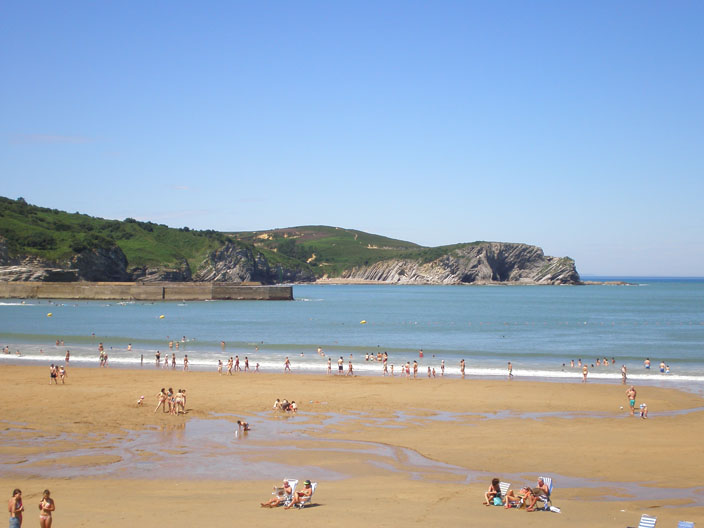
Playa
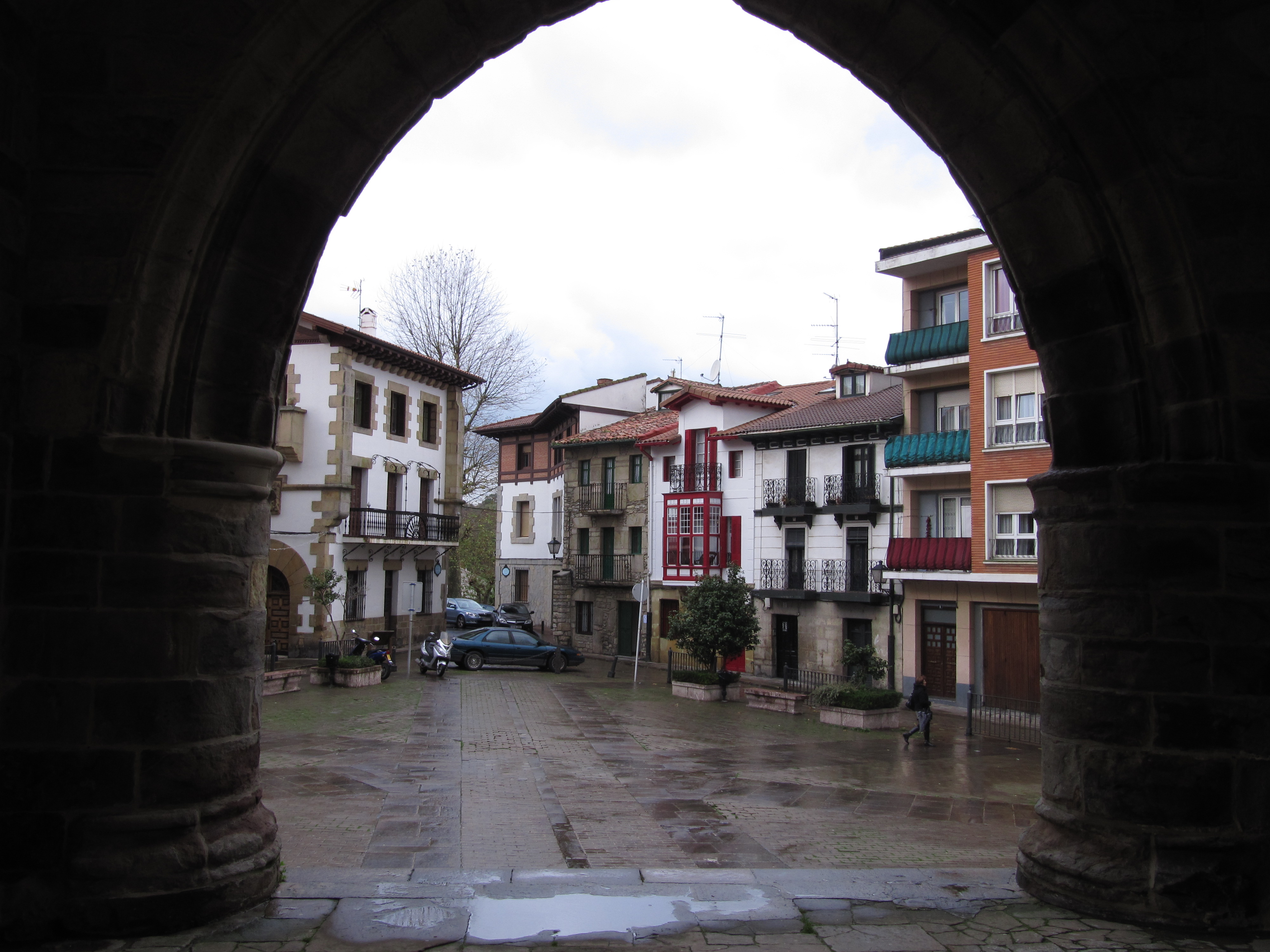
Casco antiguo

## Demografía
Plencia cuenta con una población de 4390 habitantes (INE 2024).
| Gráfica de evolución demográfica de Plencia entre 1842 y 2021 |
| |
| Población de derecho según los censos de población del INE Población de hecho según los censos de población del INEEn estos censos se denominaba Plencia: 1842, 1887, 1897, 1900, 1910, 1920, 1930, 1940, 1950, 1960, 1970 y 1981 En estos censos se denominaba Plencia o Plasencia: 1857, 1860 y 1877 |

## Administración y política
| Periodo   | Nombre                       | Partido | Partido                                                      |
| --------- | ---------------------------- | ------- | ------------------------------------------------------------ |
| 1979-1983 | José Arriola Juaristi        |         | Euzko Alderdi Jeltzalea-Partido Nacionalista Vasco (EAJ-PNV) |
| 1983-1987 | Enrique Hormaza Eguskiza     |         | Euzko Alderdi Jeltzalea-Partido Nacionalista Vasco (EAJ-PNV) |
| 1987-1991 | Bittoren Laraudogoitia Garai |         | Euzko Alderdi Jeltzalea-Partido Nacionalista Vasco (EAJ-PNV) |
| 1991-1995 | Andoni Urrutxi Marin         |         | Euzko Alderdi Jeltzalea-Partido Nacionalista Vasco (EAJ-PNV) |
| 1995-1999 | Antón Madariaga Zobaran      |         | Euzko Alderdi Jeltzalea-Partido Nacionalista Vasco (EAJ-PNV) |
| 1999-2007 | Nicolás Oñate Landa          |         | Euzko Alderdi Jeltzalea-Partido Nacionalista Vasco (EAJ-PNV) |
| 2007-2015 | Isabel Zarauza Norato        |         | Independientes                                               |
| 2015-2019 | David Crestelo Domínguez     |         | Euskal Herria Bildu (EH Bildu)                               |
| 2019-2023 | Elixabete Uribarri Uriarte   |         | Euzko Alderdi Jeltzalea-Partido Nacionalista Vasco (EAJ-PNV) |
| 2023-act. | Aitor Garagarza Cambra       |         | Euskal Herria Bildu (EH Bildu)                               |

| Partido político                                                        | 2023  | 2023  | 2023       | 2019  | 2019  | 2019       | 2015  | 2015  | 2015       | 2011  | 2011  | 2011       | 2007  | 2007  | 2007       |
| Partido político                                                        | %     | Votos | Concejales | %     | Votos | Concejales | %     | Votos | Concejales | %     | Votos | Concejales | %     | Votos | Concejales |
| Euskal Herria Bildu (EH Bildu)-Bildu                                    | 45,55 | 1056  | 6          | 41,87 | 1021  | 5          | 28,76 | 647   | 4          | 21,39 | 531   | 3          | —     | —     | —          |
| Euzko Alderdi Jeltzalea-Partido Nacionalista Vasco (EAJ-PNV)            | 25,28 | 586   | 3          | 47,29 | 1153  | 6          | 43,02 | 968   | 5          | 34,19 | 849   | 4          | 38,21 | 789   | 5          |
| Agrupación Electoral Independiente (AEI)-Independientes de Plencia (IP) | 18,07 | 419   | 2          | —     | —     | —          | 21,47 | 483   | 2          | 34,43 | 855   | 4          | 38,60 | 797   | 5          |
| Partido Socialista de Euskadi-Euskadiko Ezkerra (PSE-EE PSOE)           | 3,06  | 71    | 0          | 5,82  | 142   | 0          | 1,42  | 32    | 0          | 1,81  | 45    | 0          | 3,83  | 79    | 0          |
| Partido Popular del País Vasco (PP)                                     | 3,01  | 70    | 0          | 3,19  | 78    | 0          | 3,42  | 77    | 0          | 4,55  | 113   | 0          | 7,07  | 146   | 1          |
| Elkarrekin Podemos-Ezker Anitza-IU-Ezker Batua-Berdeak (EB-B)-Aralar    | 2,89  | 67    | 0          | —     | —     | —          | —     | —     | —          | 2,34  | 58    | 0          | 3,87  | 80    | 0          |
| Eusko Alkartasuna (EA)                                                  | —     | —     | —          | —     | —     | —          | —     | —     | —          | —     | —     | —          | 6,54  | 135   | 0          |

== Personas destacadas ==